# Marjorie Deane
Marjorie Deane (* 1914 in Manchester; † 2. Oktober 2008) war eine britische Journalistin.

## Leben
Geboren wurde Marjorie Deane 1914 in Manchester. Nach ihrem Schulabschluss an der Withington Girls High School studierte sie Mathematik an der London University. Während des Zweiten Weltkrieges war sie als Statistikerin bei der Royal Navy beschäftigt. Dort lernte sie den Autor John Betjeman, kennen, mit dem sie bis zu seinem Tode befreundet war.
1947 fing sie als leitende Statistikerin bei The Economist an und blieb dieser Zeitschrift bis zu ihrer Pensionierung 1989 treu. Sie wurde zu einer geachteten Spezialistin für die Finanzbranche. In den letzten 13 Jahren bei The Economist betreute sie die The Economist’s Financial Report newsletter.
1979 erhielt sie den Harold Wincott Press Awards der Wincott Foundation. 1998 gründete sie die Stiftung The Marjorie Deane Financial Journalism Foundation. Die Stiftung bietet Praktika bei der Financial Times und The Economist an.
Für ihre „Dienste an der Finanzwirtschaft“ wurde sie 2006 mit der Verleihung der Member of the British Empire geehrt.
Sie starb am 2. Oktober 2008 im Alter von 94 Jahren.

## Werke
- Stagflation. Britain's way out. The Economist Newspaper Ltd, London 1971, ISBN 0-85058-011-0.
- Economic ties in the free world. Friends of Atlantic Union, London 1953.
- Deane, Marjorie und Pringle, Robert: The central banks. Hamish Hamilton, London 1994, ISBN 0-241-13326-2 (mit einem Vorwort von Paul Volcker).

## Ehrungen
- 1979 Harold Wincott Press Awards
- 2006 Order of the British Empire